# Caulières
Caulières (picardisch: Queuillère) ist eine nordfranzösische Gemeinde mit 218 Einwohnern (Stand 1. Januar 2022) im Département Somme in der Region Hauts-de-France. Die Gemeinde liegt im Arrondissement Amiens, ist Teil der Communauté de communes Somme Sud-Ouest und gehört zum Kanton Poix-de-Picardie.

## Geographie
Die Gemeinde liegt rund 7,5 Kilometer westlich von Poix-de-Picardie an der früheren Route nationale 29.

## Einwohner
| 1962 | 1968 | 1975 | 1982 | 1990 | 1999 | 2006 | 2011 |
| ---- | ---- | ---- | ---- | ---- | ---- | ---- | ---- |
| 209  | 214  | 212  | 177  | 188  | 186  | 205  | 214  |

## Verwaltung
Bürgermeister (maire) ist seit 2001 Claudine Carpentier.

## Sehenswürdigkeiten
- 1766 erneuerte Kirche Sainte-Marie-Madeleine et Saint-Saturnin aus dem 16. Jahrhundert.
- Kriegerdenkmal (Monument aux morts).

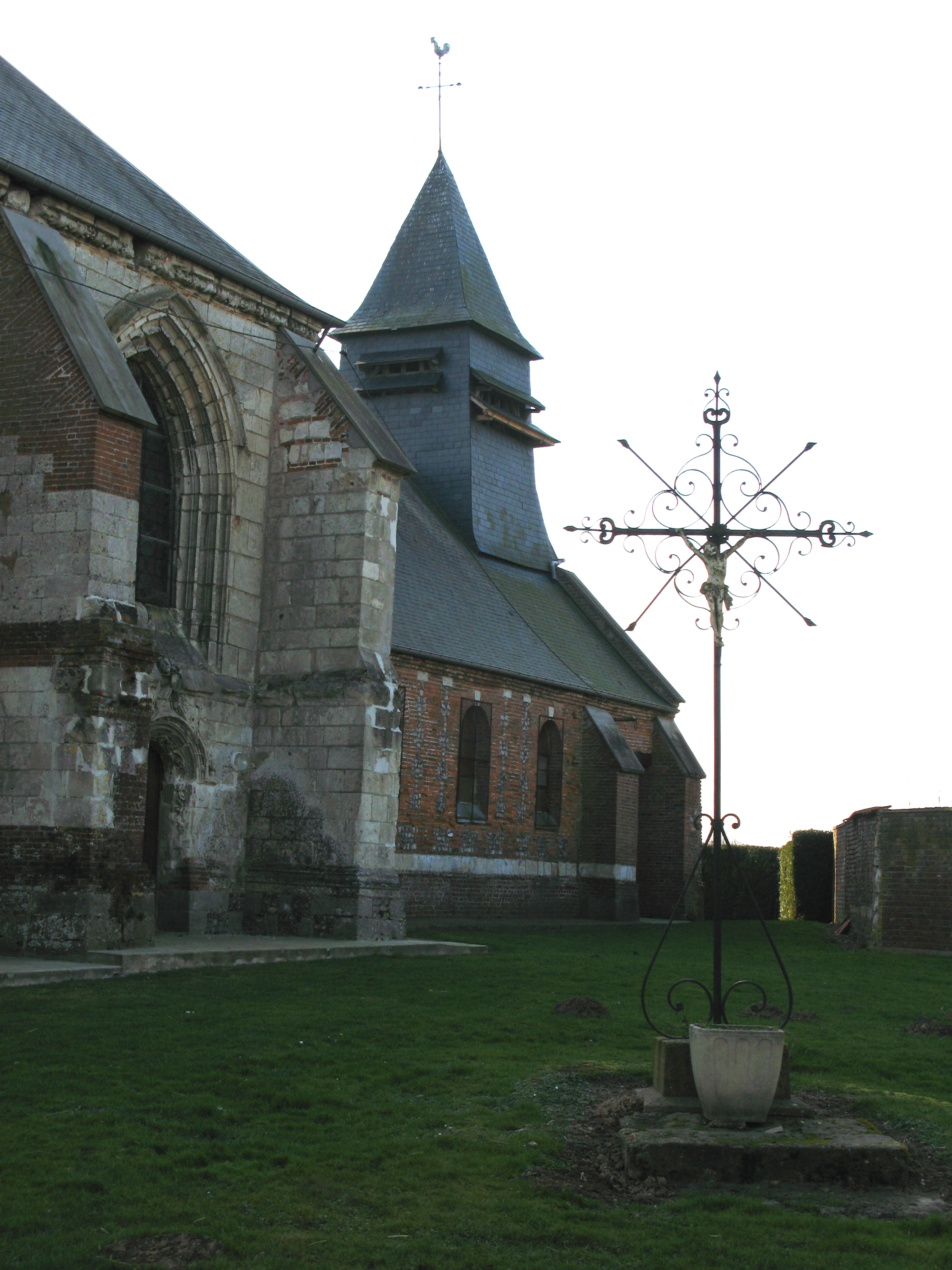
Kirche Sainte-Marie-Madeleine et Saint-Saturnin
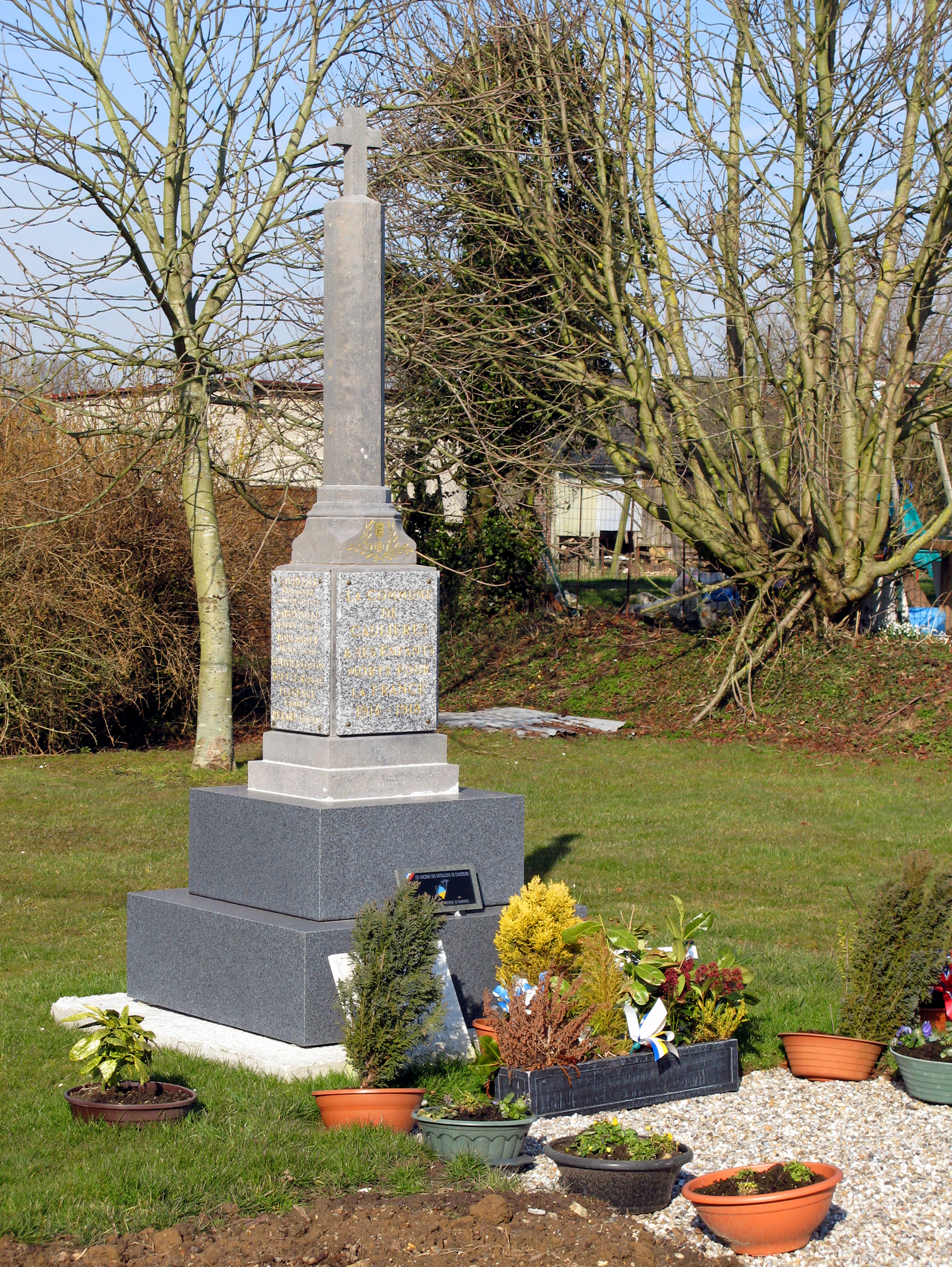
Kriegerdenkmal